# درختان پلاستیکی جعلی
«درختان پلاستیکی مصنوعی» (به انگلیسی: Fake Plastic Trees) نام آهنگی از گروه آلترنیتیو راک انگلیسی ردیوهد و از آلبوم خمش‌ها است که در سال ۱۹۹۵ منتشر شد. «درختان پلاستیکی مصنوعی» در بریتانیا سومین تک‌آهنگی بود که از این آلبوم منتشر می‌شد اما در آمریکا اولین تک‌آهنگی بود که از خمش‌ها منتشر شد. «درختان پلاستیکی جعلی» نقطه عطفی در صدای ردیوهد بود که آنها را از صدای گرانژی که در ابتدا و با آهنگ خزش داشتند دور کرد.

## مبدا و ضبط
تام یورک، خواننده ردیوهد، درباره «درختان پلاستیکی جعلی» می‌گوید که آهنگ «تهیه جکی بود که در واقع جک نبود، بعد از ظهر بسیار تنها و بعد از نوشیدن مشروب را نشان می‌داد و خب به نوعی درباره به هم زدن هم بود». او می‌گوید آهنگ از ملودی گرفته شده «که هیچ ایده‌ای درباره آن نداشتم».

## نقدها
با وجود شهرت بسیار زیاد آهنگ همه منتقدها نظر کاملاً مثبتی درباره آهنگ نداشتند. منتقد ان‌ام‌ای می‌گوید که آهنگ فاقد جوهره و مانند آهنگ‌های استادیوم راک یوتو است.
«درختان پلاستیکی جعلی» در لیست پانصد آهنگ برتر رولینگ استون در رتبه ۳۷۸ است و در جدول صد آهنگ داغ رادیو تریپل جی بیست و هشتمین آهنگ است.
موزیک ویدیو
موزیک ویدیوی این آهنگ به کارگردانی جیک اسکات در یک سوپرمارکت اتفاق می‌افتد، جایی که گروه در چرخ‌های خرید در میان چندین شخصیت دیگر از جمله کارمندان، کودکان، پیرمردی با ریش بلند که با اسلحه‌های اسباب‌بازی بازی می‌کند و یک زن رانده می‌شوند. با کلاه مشکی بزرگ، کارگردان هنری استنلی دانوود با پیراهن بسکتبال که سرش را با تیغ برقی می‌تراشد، مرد جوانی که با گاری خرید بازی می‌کند و... کارگردان درباره این ویدیو گفته است: «این فیلم در واقع تمثیلی از مرگ است. و تناسخ، اگر بتوانید آن را درک کنید، باید به اندازه افرادی که آن را ساخته اند عجیب و غریب باشید.»[9]

## لیست آهنگها

### سی‌دی یک
1. Fake Plastic Trees
2. India Rubber
3. How Can You Be Sure?

### سی‌دی دو
1. Fake Plastic Trees
2. Fake Plastic Trees
3. Bullet Proof..I Wish I Was
4. Street Spirit (Fade Out)